# Батышев, Сергей Яковлевич
Серге́й Я́ковлевич Батышев (19 октября 1915, Кадом, Тамбовская губерния — 21 марта 2000, Москва) — советский и российский военный и научный деятель, Герой Советского Союза (1944), народный депутат СССР (1989), действительный член АПН СССР (1974) и Российской академии образования (1993), Нью-Йоркской академии наук (1979), Международной академии технического образования (1995), Международной кадровой академии (1989), Академии профессионального образования (1990), почётный член Международной академии образования (1990), доктор педагогических наук (1969), профессор (1970), заслуженный деятель науки РФ (1995).

## Биография

### Довоенный период
Сергей Яковлевич Батышев родился 19 августа 1915 года в городе Кадом Темниковского уезда Тамбовской губернии в семье лесоруба. Русский.
После окончания семи классов местной школы С. Я. Батышеву пришлось несколько лет поработать каменщиком. В 1933 году Батышев поступил в Московский механико-машиностроительный институт. Закончив с отличными оценками три курса и перейдя на четвёртый, Батышеву не удалось окончить учёбу из-за резкого ухудшения здоровья. В 1936 году вернулся домой и работал учителем в Кадомской школе, а вскоре начал преподавать математику в сельскохозяйственном рабфаке в селении Дигора (Северная Осетия), где работал с 1936 по 1939 год.
В 1939 году Сергея Яковлевича призвали в РККА. Он был направлен в 137-ю стрелковую дивизию Московского военного округа, при которой окончил полковую школу.

### Великая Отечественная война
Начало Великой Отечественной войны С. Я. Батышев встретил в звании младшего сержанта в составе 137-й стрелковой дивизии.
В первые дни войны был ранен, после выздоровления вернулся на фронт. Участвовал в боях на Брянском и Закавказском фронтах. С июня 1942 года член ВКП(б).
К концу 1943 года получил звание майора, командовал батальоном в 545 стрелковом полку 389-й Бердичевской стрелковой дивизии. 13-16 июля 1944 года при прорыве обороны противника в районе сел Звиняче и Ощев Гороховского района Волынской области батальон под командованием майора Батышева нанес противнику большие потери в живой силе и технике, овладел передним краем противника и развил наступление. В этом бою командир батальона С. Я. Батышев, будучи тяжело раненым, оставался в строю и продолжал командовать батальоном.
Указом Президиума Верховного Совета СССР от 23 сентября 1944 года за образцовое выполнение заданий командования и проявленные мужество и героизм в боях с немецко-фашистскими захватчиками майору Батышеву Сергею Яковлевичу было присвоено звание Героя Советского Союза с вручением ордена Ленина и медали «Золотая Звезда» (№ 2333).
После выздоровления вернулся на фронт и участвовал в боях на Сандомирском плацдарме.

### Послевоенный период
В 1945 году С. Я. Батышев был уволен в запас и вернулся к педагогической деятельности. Он работал директором Саратовского индустриально-педагогического техникума. В 1946 году С. Я. Батышев окончил Саратовский институт механизации и электрификации сельского хозяйства им. М. И. Калинина. В 1947 году был переведён на работу в Главное управление трудовых резервов. Работал начальником Калининского управления профтехобразования, затем начальником Главного управления учебных заведений системы профтехобразования СССР. В 1967—1973 годах он работал заместителем председателя Государственного комитета Совета Министров СССР по профессионально-техническому образованию.
Работу в системе профтехобразования С. Я. Батышев совмещал с научной работой. Он занимался изучением опыта работы учебных заведений профтехобразования, обобщал опыт учебно-воспитательной работы и занимался внедрением лучших методик подготовки молодых производственных кадров. С. Я. Батышев являлся одним из основателей педагогики профессионально-технического образования в СССР. Доктор педагогических наук (1969), профессор (1970).
С. Я. Батышев являлся академиком Академии педагогических наук СССР. В 1973—1991 годах он был академиком-секретарём Отделения педагогики и психологии профтехобразования Академии педагогических наук СССР, неизменным членом ВАКа, членом Совета по присуждению премий Президента РФ.

## Награды и премии в области педагогики и образования
С. Я. Батышев являлся членом Нью-Йоркской академии наук (1979), Международной академии технического образования (1995), Международной кадровой академии (1989), Академии профессионального образования (1990), почётный член Международной академии образования (1990), заслуженный деятель науки Российской Федерации (18 октября 1995). В 1998 году ему была присуждена Премия Президента Российской Федерации в области образования.
Он является автором 36 книг и более 400 научных статей. Под его руководством было защищено более 80 докторских и кандидатских диссертаций в области педагогики.
С. Я. Батышев скончался в Москве 21 марта 2000 года.

Батышев С. Я. памятная плита Саратов

## Сочинения
- Формирование квалифицированных рабочих кадров в СССР. — М., 1974.
- Производственная педагогика. — М., 1976.
- Научная организация учебно-воспитательного процесса. — М., 1980.
- Трудовая подготовка школьников. — М., 1981.
- Подготовка рабочих кадров. — М., 1984.
- Реформа профессиональной школы. — М., 1987.

## Память
- В Кадоме существует дом-музей Сергея Яковлевича Батышева[4].
- Мемориальная плита установлена на стене Индустриального техникума : ул. Сакко и Ванцетти 15, Саратов.